# (100334) 1995 SZ10
(100334) 1995 SZ10 es un asteroide perteneciente al cinturón de asteroides, descubierto el 17 de septiembre de 1995 por el equipo del Spacewatch desde el Observatorio Nacional de Kitt Peak, Arizona, Estados Unidos.

## Designación y nombre
Designado provisionalmente como 1995 SZ10.

## Características orbitales
1995 SZ10 está situado a una distancia media del Sol de 2,412 ua, pudiendo alejarse hasta 2,915 ua y acercarse hasta 1,909 ua. Su excentricidad es 0,208 y la inclinación orbital 2,693 grados. Emplea 1368 días en completar una órbita alrededor del Sol.

## Características físicas
La magnitud absoluta de 1995 SZ10 es 16,7. Tiene 1,374 km de diámetro y su albedo se estima en 0,214.